# Onur Doğan
Onur Doğan (Çanakkale, 8 de setembre de 1987) és un jugador de futbol turc. Doğan va obtenir la ciutadania de Taiwan i juga per la selecció nacional de Taiwan.